# Сграда на министерството на образованието (Струга)
Сградата на министерството на образованието (на македонска литературна норма: Зграда на министерството на образованието) е административна сграда в град Струга, Република Македония. Заедно със съседната стара сграда на Основно училище „Братя Миладинови“, е обявена за значимо културно наследство на Република Македония.

## История
Сградата е разположена на улица „Владо Малески“ (бивша „Партизанска“) № 4. Построена е в 1935 година.

## Архитектура
Сградата е изградена от тухли и има партер и горен етаж. Междуетажната и покривната конструкция са дървени, а покривът е на много води с керемиди. Приземието е с правоъгълна форма, а на етажа от двете страни на южната фасада са изведени две странични тераси, оградени с профилирана ограда от балюстради. Фасадата е богато декорирана. Сградата има вертикални пиластри на всички ъгли, като подобна декорация има и около отворите. При междуетажната конструкция и стрехата има оформени хоризонтални фризове. На някои от приземните прозорци има метални решетки.